# Symplectoscyphus millardi
Symplectoscyphus millardi is een hydroïdpoliep uit de familie Sertulariidae. De poliep komt uit het geslacht Symplectoscyphus. Symplectoscyphus millardi werd in 1979 voor het eerst wetenschappelijk beschreven door Stepanjants. 